# Aleksander Myszka
Aleksander Myszka (ur. 29 marca 1980 w Bydgoszczy) – polski hokeista grający na pozycji napastnika, reprezentant kraju.

## Kariera
Aleksander Myszka karierę rozpoczął w 1997 roku w BTH Bydgoszcz, którego zawodnikiem był do 2000 roku. W międzyczasie uczył się w Szkole Mistrzostwa Sportowego w Sosnowcu, której w 2000 roku został absolwentem. Następnie został zawodnikiem Stoczniowca Gdańsk, w którym w latach 2000–2004 rozegrał 118 meczów, w których zdobył 68 punktów (35 goli, 33 asysty) oraz spędził 151 minut na ławce kar, a także w sezonie 2002/2003 po wygranej rywalizacji z Podhalem Nowy Targ 0:3 (0:3, 2:3, 3:4) ukończył rozgrywki Polskiej Ligi Hokejowej na 3. miejscu oraz dotarł do finału Pucharu Polski, w którym gdańscy zawodnicy przegrali z Unią Oświęcim 2:6.
Następnie Myszka reprezentował barwy TKH Toruń, z którym w sezonie 2005/2006 po wygranej w rzutach karnych 4:5 z Podhalem Nowy Targ zdobył Puchar Polski. Po zakończeniu sezonu 2005/2006 oraz rozegraniu dla toruńskiego klubu łącznie 76 meczów, zdobyciu 22 punktów (11 goli, 11 asyst) oraz spędzeniu 48 minut na ławce w wieku zaledwie 25 lat postanowił zakończyć sportową karierę i wraz z kolegą z zespołu, Łukaszem Kiedewiczem wyjechał do pracy w Anglii.

## Kariera reprezentacyjna
Aleksander Myszka w 1999 roku reprezentował barwy reprezentacji Polski U-20 podczas mistrzostw świata 2000 I Dywizji w Mińsku, na których rozegrał 5 meczów i zdobył 3 punkty (2 gole, 1 asysta) oraz spędził 4 minuty na ławce kar, a Biało-Czerwoni pod wodzą selekcjonera Władimira Safonowa zakończyli turniej na 5. miejscu.
Natomiast w seniorskiej reprezentacji Polski rozegrał 25 meczów, w których strzelił 1 gola.

## Sukcesy
Stoczniowiec Gdańsk
- 3. miejsce w ekstralidze: 2003
- Finał Pucharu Polski: 2002

TKH Toruń
- Puchar Polski: 2005